# Bottle Shock
Pour plus de détails, voir Fiche technique et Distribution.
Bottle Shock, ou Dégustation choc au Québec, est une comédie dramatique britannique réalisée par Randall Miller, sortie en 2008.

## Synopsis
Inspiré d'une histoire vraie, ce film évoque les circonstances entourant le désormais célèbre « Jugement de Paris » aussi appelé « Dégustation de 1976 », où avait eu lieu une dégustation de vin à l'aveugle, comparant des vins de France à des vins de Californie, événement majeur qui entraîna la reconnaissance mondiale de la grande valeur des vins californiens.
À cette époque, l'œnologue Steven Spurrier, d'origine britannique, ne jurait que par les vins français. Installé à Paris, il y tenait une boutique de vins et y avait fondé l'académie du vin où il offrait des cours sur l'appréciation du vin.
Lorsqu'il entend des rumeurs vantant les nouveaux vignobles de Californie, il décide de vérifier ces prétentions. Il organise une dégustation à l'aveugle. Il se rend lui-même à Napa Valley en Californie, pour y visiter des vignobles et goûter des vins afin d'effectuer une sélection.
Là-bas, Jim Barrett, un avocat, a tout sacrifié pour se recycler dans la viticulture, dans son domaine du Château Montelena où il tente avec acharnement de produire des vins de grande valeur. Il est aidé par son fils Bo, plutôt beach boy nonchalant, et par Gustavo, un employé passionné et talentueux qui a grandi dans les vignes. Celui-ci, en dehors du travail, entretient aussi en secret son propre lopin de terre et y expérimente sa propre vinification. Jim et son fils ont une drôle de façon de régler leurs divergences d'opinions; ils s'affrontent sur un vieux ring installé sous les arbres. Une jolie stagiaire, Sam, s'ajoute à ce clan et deviendra la cause de mésententes entre les deux amis Bo et Gustavo.
L'arrivée du spécialiste Spurrier inspire la méfiance chez le vigneron Barrett, mais aussi l'espoir de faire connaître les talents viticoles de la région. Spurrier, plutôt froid et snob, est convaincu de la suprématie des vins français. Il ne suffit pas de posséder des vignes pour faire un bon vin, leur dit-il de prime abord. Cependant, il très surpris de la qualité des vins qu'il goûte et peu à peu, son opinion se nuance...
Finalement, il rapporte en France deux bouteilles de chacun des vignobles qu'il a sélectionnés. La dégustation a lieu et, à la surprise générale, le meilleur vin est celui du Château Montelena.

## Fiche technique
- Titre : Bottle Shock
- Titre québécois : Dégustation choc
- Réalisation : Randall Miller
- Scénario : Randall Miller, Jody Savin, Ross Schwartz et Lannette Pabon
- Production : Robert Baizer, Erik Cleage, Joe W. Davis, Joe Davis, Merv Davis, Elaine Dysinger, J. Todd Harris, Diane Jacobs, Art Klein, Brenda Lhormer, Marc Lhormer, Randall Miller, Jody Savin, Dan Schryer et Marc Toberoff
- Musique : Mark Adler
- Photographie : Mike Ozier
- Montage : Randall Miller et Dan O'Brien
- Décors : Craig Stearns
- Costumes : Jillian Kreiner
- Pays de production :  États-Unis
- Langues originales : anglais, français et allemand
- Format : Couleurs - 2,35:1 - Dolby Digital - 35 mm
- Genre : Comédie dramatique
- Durée : 110 minutes
- Dates de sortie :
  - États-Unis : 18 janvier 2008 (Festival de Sundance)
  - États-Unis : 5 septembre 2008 (sortie nationale)
- Film interdit aux moins de 16 ans lors de sa sortie aux États-Unis

## Distribution
- Chris Pine (VQ : Jean-François Beaupré) : Bo Barrett
- Alan Rickman (VQ : Jacques Lavallée) : Steven Spurrier
- Bill Pullman (VQ : Sébastien Dhavernas) : Jim Barrett
- Rachael Taylor (VQ : Karine Vanasse) : Sam
- Freddy Rodríguez (VQ : Philippe Martin) : Gustavo Brambila
- Dennis Farina (VQ : Mario Desmarais) : Maurice
- Eliza Dushku : Joe
- Miguel Sandoval : Monsieur Garcia
- Bradley Whitford : Professeur Saunders
- Joe Regalbuto : Bill
- Hal B. Klein : Shenky
- Kirk Baily : Officier Loan
- Philippe Simon : Claude Dubois-Millot
- Philippe Bergeron : Pierre Tari
- Mary Pat Gleason : Marge

## Distinction
- Festival international du film de Seattle 2008 : prix du meilleur acteur pour Alan Rickman

## Commentaires
Il semblerait que le véritable Steven Spurrier, représenté dans le film par Alan Rickman, aurait averti la production qu'il intenterait des recours judiciaires, s'il était mal représenté dans ce film. Ayant lu le script, il aurait dit « There is hardly a word that is true in the script and many, many pure inventions as far as I am concerned »" (Il y a à peine un mot de vrai dans le script et beaucoup, beaucoup de pures inventions en ce qui me concerne).